# Saint-Édouard-de-Fabre
Pour les articles homonymes, voir Saint-Édouard et Fabre.
Saint-Édouard-de-Fabre est une municipalité de paroisse du Québec située dans la MRC de Témiscamingue en Abitibi-Témiscamingue.

## Toponymie
Elle est nommée en l'honneur de l'évêque Édouard-Charles Fabre.

## Histoire
- 3 octobre 1912 : Fondation de la paroisse de Saint-Édouard-de-Fabre.

## Démographie
| 1991 | 1996 | 2001 | 2006 | 2011 | 2016 | 2021 |
| ---- | ---- | ---- | ---- | ---- | ---- | ---- |
| 728  | 734  | 675  | 701  | 649  | 628  | 671  |

## Administration
Les élections municipales se font en bloc pour le maire et les six conseillers.
| Saint-Édouard-de-Fabre Maires depuis 2001                                                                            |                           |         |          |
| Élection | Maire                     | Qualité | Résultat |
| 2001 | Serge Marcil              |         | Voir     |
| 2005 | Serge Marcil              | Voir    |          |
| n/d | Réjean Drouin             |         | Voir     |
| 2009 | Réjean Drouin             | Voir    |          |
| n/d | Claudine Laforge Clouâtre |         | Voir     |
| 2013 | Mario Drouin              |         | Voir     |
| 2017 | Mario Drouin              | Voir    |          |
| 2021 | Mario Drouin              | Voir    |          |
| Élection partielle en italique Depuis 2005, les élections sont simultanées dans toutes les municipalités québécoises |                           |         |          |

## Infrastructure
À Saint-Édouard-de-Fabre on trouve une église, un aréna, une école, un bureau de poste, un dépanneur-station service-mécanique générale

## Galerie

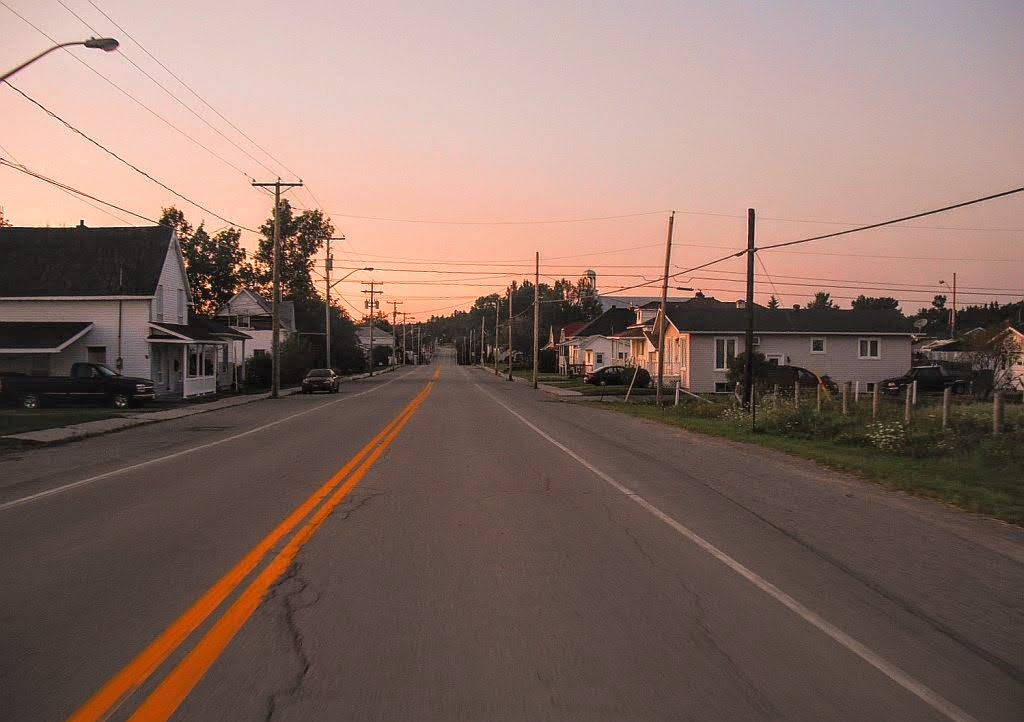
Saint-Édouard-de-Fabre.
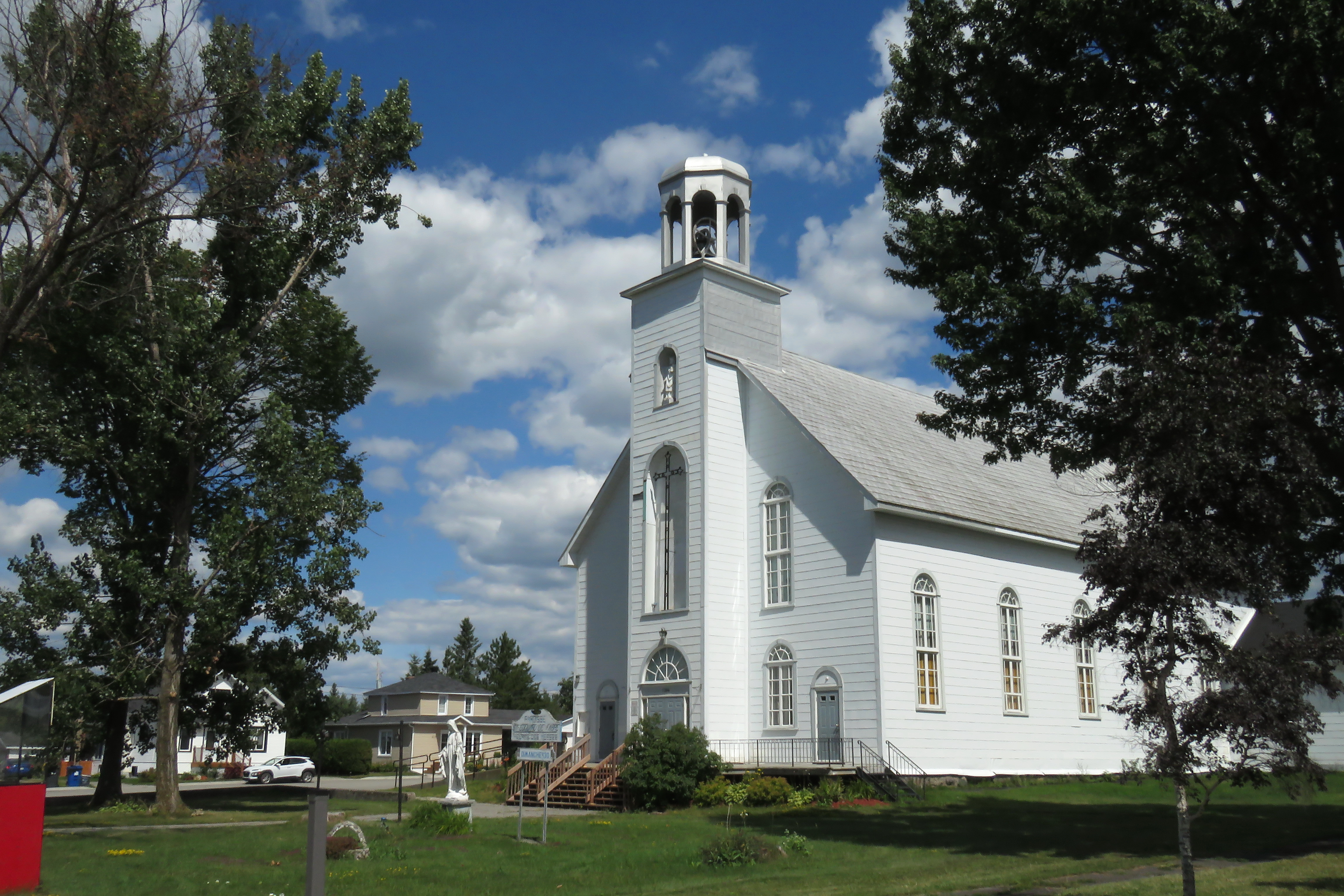
L'église de Fabre.